# Gilles Calamand
Gilles Calamand est un écrivain français né le 18 mars 1949 à Lyon (2e) et mort le 9 décembre 2024 à Retournac.
Il publie de nombreux romans historiques (dont Le Loup des combes qui retrace l'épopée de la première croisade, Le Mystère de Calmis qui décrit la Gaule romaine du Ier siècle) et des romans policiers (Secrets de familles, Verveine menthe, À brides abattues, Tir au pigeon). Il a écrit aussi un recueil de poésies dont le style n'est pas sans évoquer Pierre Reverdy.
Diplômé en psychologie et en sciences politiques, il est correspondant de plusieurs journaux régionaux et nationaux. Passionné de philosophie, il participe à de nombreux cercles philosophiques. Animateur de radio, il a créé des émissions sur la chanson française et la musique classique dans une radio locale (Radio Craponne) ainsi qu'une émission (Bric à brac) où il ne manque pas d'inviter aussi bien des hommes politiques que des écrivains, des chanteurs et des artistes de tous horizons.
Conférencier, il a animé des rencontres sur des thèmes divers : l'analyse de dessin d'enfants (psychologie de l'enfant) ou les incertitudes du hasard (de la prédestination à la réalité). Il est aussi spécialiste des questions politiques en particulier du Proche-Orient.
Il meurt à Retournac le 9 décembre 2024 à l'âge de 75 ans,,.

## Publications
- Le Destin inhabitable, 1991.
- Le Loup des combes, 2006.
- Secrets de familles, 2006.
- Verveine menthe, 2006.
- Le Mystère de Calmis, 2007.
- À brides abattues (roman policier), 2009.
- "L'arme à l’œil" (roman policier (2010)
- "Un certain Léonard de Vinci" (biographie-jeunesse 2010)
- "la moisson écarlate" (Roman du terroir) septembre 2011
- "Demain dès l'aube" (roman du terroir) mars 2012
- "aux dernières nouvelles" contes décembre 2012
- "AU BAR DE LA MARINE" policier Mars 2013
- "La souris de l'abbé Jouvence" policier Mars 2014
- Diableries en Artias et Surprise en Artias, 2 pièces comiques 2013 2014
- Dernier tango à Vals policier (mars 2015)
- Le mystère de Poupoulèche (mars 2016)
- On a volé la valise d'Arthur (mars 2017)